# Luta luteipennis
Luta luteipennis is een vliegensoort uit de familie van de Helosciomyzidae. De wetenschappelijke naam van de soort is voor het eerst geldig gepubliceerd in 1979 door Steyskal als Helosciomyza luteipennis.. De soort is in 2012 door McAlpine ingedeeld bij het geslacht Luta.

## Synoniemen
- Helosciomyza luteipennis Steyskal in Steyskal & Knutson, 1979
- Neosciomyza luteipennis  (Steyskal, 1979)[1]